# Monstereae
Monstereae, tribus hemiepifita iz porodice kozlačevki. Postoji devet rodova.. Tipični je Monstera ( hr.- monstera; ‘sobni filodendron’), vazdazelenih grmovi penjačice. 

## Rodovi
1. Alloschemone Schott (2 spp.); Amazonas
2. Rhodospatha Poepp. & Endl. (34 spp.); Meksiko, Srednja tropska Južna Amerika
3. Holochlamys Engl. (1 sp.); Nova Gvineja
4. Spathiphyllum Schott (55 spp.); Azija, Pacifik, Južna Amerika
5. Rhaphidophora Hassk. (99 spp.); Afrika, Azija, Australij, Pacifik.
6. Scindapsus Schott (37 spp.); Azija, Pacifik
7. Monstera Adans. (62 spp.), tropska Amerika, Mali Antili
8. Amydrium Schott (5 spp.); Azija
9. Epipremnum Schott (16 spp.); Azija, Pacifik, Australija